# Corvus bennetti
Gralha-de-bennett (Corvus bennetti) é uma ave da família Corvidae (corvos).

## Características
- Comprimento: 42 a 48 cm
- Envergadura:
- Peso:
- Longevidade:

## Distribuição
Pode ser encontrado na zona Oeste e no Centro da Austrália.

## Habitat
Esta ave encontram-se em zonas secas e pouco arborizadas, zonas semidesérticas ou nas imediações de desertos. É frequente nas zonas onde os agricultores concentram o gado bovino e em pequenas cidades do interior da Austrália.

## Reprodução
Estas aves nidificam em pequenas colónias dispersas. Os ninhos são feitos com ramos, ervas, raízes misturados com barro e guarnecidos com penas.
A postura é de 5 a 7 ovos sendo a incubação assegurada exclusivamente pela fêmea durante os 20 dias que dura o período de choco. Os filhotes são alimentados por ambos os pais e abandonam o ninho com aproximadamente 45 dias de idade.

## Alimentação
Com uma actividade necrófaga bastante menos importante que as outras espécies de corvus australianas, estas aves alimentam-se  basicamente de insectos, vermes e outros invertebrados, frutas, cereais. Procuram o alimento geralmente no chão.